# Duchy domowe
Duchy domowe – według dawnych wierzeń ludowych istoty nadprzyrodzone zamieszkujące w każdym domu.
Wiara ta miała swe zakorzenienie w kulcie przodków, którzy nawet po śmierci pozostawali blisko swoich siedzib: grzebano ich w otoczeniu domu lub nawet pod podłogą izby.
Duchy domowe dzielono na dwie kategorie: przyjazne i niebezpieczne. Rola niektórych z nich nie była do końca jednoznaczna: dobrym ludziom pomagały, natomiast sprawiały kłopoty złym. Zwłaszcza celowały w tym, najbardziej rozpowszechnione spośród istot nadprzyrodzonych, różnego rodzaju skrzaty i krasnoludki, spotykane we wszystkich kulturach narodów europejskich.

## Wierzenia w dawnej Polsce
W Polsce dobre duchy nazywane były różnie w zależności od regionu: na Warmii i Mazurach były to koboldy zwane też kłobukami, na Pomorzu karzełki i skrzaty, w Wielkopolsce skrzaki, smoki, na terenie Mazowsza – latawce, w Kaliskiem – płonki, a na ziemi rzeszowskiej – żmije.
Domowy duszek opiekuńczy zamieszkiwał kąt za łóżkiem, za piecem, szczelinę pod progiem. Zwłaszcza lubił gnieździć się między piecem a ścianą, gdzie było przytulnie i ciepło, toteż domownicy starali się pozostawiać te miejsca w spokoju. Ale były i takie istoty, które wolały opustoszały strych, pustą beczkę czy stajenny żłób.
Wszędzie w podobny sposób wyobrażano sobie duszka: niewielki, podobny do człowieka, najczęściej brodaty, nosił czerwoną lub szarą kapotę i takąż samą czapeczkę.
Na noc pozostawiano duszkom jedzenie w małych miseczkach. Szczególnie w czasie świąt gospodarze starali się być dla nich hojni. Ulubionym pożywieniem skrzatów było mleko, miód oraz ser, chociaż wśród mazurskich kłobuków za największy przysmak uchodziły kluski. W rewanżu duszki opiekowały się dziećmi, zamiatały izbę, a w niektórych regionach – szły do pracy w polu i zajmowały się obrządkiem bydła.
Złe (albo niezadowolone) duchy domowe były bardzo kłopotliwe: prześladowały zwierzęta, koniom np. zaplatając z grzyw warkoczyki. Dlatego np. w Rzeszowskiem wplatano w nie święconą kredę i czerwone gałganki. Najgorsze były demony. Wśród nich: strzygi, gniotki, gnieciuchy, biże i nocnice. Domownicy zabezpieczali się przed nimi rytualnymi obrządkami, stosowali zaklęcia, zamawiania, odczyniania, zawieszali w specjalnych miejscach różnego rodzaju amulety. Pomagała też zwykła modlitwa.
A w zakamarkach na strychu, w mrocznej sieni pomieszkiwały uboża – duszki niedoli. Szukały miejsc w opróżnionych beczkach, pośród koszy, sąsieków i skrzyń na zboże, pod tragarzami u sufitu, między strąkami fasoli, czosnku i suszonych ziół. Termin uboże (ubożę), jak sądzi Stanisław Urbańczyk, powstał w czasach chrześcijańskich, kiedy ducha domowego zepchnięto do rzędu kultów zakazanych, kiedy stał się ubogim, biedactwem.
W Polsce duchy domowe to duszyczki, bożęta domowi, domownicy, gospodarze, sąsiedzi, dobrochoty, żyrownicy.

## Wierzenia u Słowian południowych
Wśród Słowian południowych pojęcie ducha domowego łączy się z czcią węża domowego, co bywa też i na Białorusi, gdzie trzymano po chałupach zaskrońce (Natrix natrix).
W Bułgarii to dobrotliwy stopan, wybitny dzięki uzdolnieniom przodek rodziny, jej heros, obdarzający ją szczęściem i płodami rolnymi w zamian za jedzenie, o które upomina się szczególnym znakiem. Ofiarę składa mu uroczyście najstarsza kobieta, zarzynając u ogniska czarną kurę tak, aby krew spłynęła do małego dołka zakrywanego potem gliną. Cząstki kury z chlebem i winem zanosi się mu na poddasze. Rytuał tego obrzędu, zwanego stopanova gozba (gozba – jadło) ma szerokie analogie słowiańskie, bałtyjskie, kaukaskie i ugrofińskie.